# Gabi (ime)
Gabi je  žensko osebno ime.

## Izvor imena
Ime Gabi je skrajšana oblika imena Gabrijel oziroma Gabrijela.

## Pogostost imena
Po podatkih Statističnega urada Republike Slovenije je bilo na dan 31. decembra 2007 v Sloveniji število ženskih oseb z imenom Gabi: 64.

## Osebni praznik
V koledarju je ime Gabi skupaj z imenoma Gabrijel in Gabrijela; god praznuje praznuje 27. februarja ali pa 29. septembra.